# Zodion palpalis
Zodion palpalis är en tvåvingeart som beskrevs av Robertson 1901. Zodion palpalis ingår i släktet Zodion och familjen stekelflugor. Inga underarter finns listade i Catalogue of Life.